# Біле сонце пустелі
«Біле сонце пустелі» (рос. «Белое солнце пустыни») — радянський фільм режисера Володимира Мотиля, знятий у 1969 році на кіностудіях «Мосфільм» (Москва) та «Ленфільм» (Ленінград).

## Сюжет
Дія фільму відбувається на початку 1920-х років на східному березі Каспійського моря. Закінчилася громадянська війна, але в Середній Азії басмачі продовжують чинити опір радянській владі. Червоноармієць Федір Іванович Сухов повертається через пустелю додому, в Росію, до дружини Катерини Матвіївни. На початку він звільняє місцевого жителя Саїда, закопаного по шию в пісок.
Виявляється, на болісну смерть Саїда залишив бандит Джавдет, який убив його батька і забрав все майно. Далі Сухову зустрічається загін червоного командира Рахімова, який переслідує іншого бандита — Чорного Абдулу та його банду. Раніше Абдула втік з фортеці і залишив там своїх дружин. Над ними нависла смертельна загроза: якщо чоловік не може забрати всіх дружин з собою, він вбиває їх. Рахімов вмовляє Сухова затриматися і охороняти дружин Абдули, а сам вирушає за Абдулою в погоню, відрядивши в помічники Сухову молодого червоноармійця Петруху.
Сухов супроводжує колишніх дружин Абдули в найближче приморське селище Педжент. Незабаром туди приходить і Абдулла зі своєю бандою, плануючи тут морем переправитися за кордон.
За зброєю і підтримкою Сухов звертається на колишній пост царської митниці до його начальника, Павла Артемійовича Верещагіна, але отримує відмову. Тоді він ремонтує старий кулемет «Льюїс», знаходить ящик з динамітом і мінує єдиний баркас біля берега. Сухову вдається захопити Абдулу в полон, але той тікає, убивши Петруху і наймолодшу з дружин — 15-річну Гюльчатай. Пізніше Сухов виводить гарем з Педженту через підземний хід, який йому показав Лебедєв, хранитель місцевого музею.
Втікачі ховаються разом в старому нафтовому резервуарі, де їх беруть в облогу бандити. Дізнавшись про загибель Петрухи, який йому сподобався, Верещагін відбиває у басмачів баркас, направляє його до берега, не знаючи, що баркас замінований, і гине під час вибуху. Сухов не зміг запобігти його загибелі. У момент вибуху він вибирається з резервуара і за допомогою Саїда знищує всіх бандитів. Гарем передають під опіку Рахімова, а Сухов відновлює свій шлях на батьківщину.

## У фільмі знімалися
- Анатолій Кузнєцов — Федір Іванович Сухов
- Павло Луспекаєв — Павло Артемович Верещагін
- Спартак Мішулін — Саід
- Кахі Кавсадзе — Абдула
- Раїса Куркіна — Настасья, дружина Верещагіна
- Микола Годовиков — Петруха
- Тетяна Федотова — Гюльчатай
- Муса Дудаєв — Рахімов, червоний командир
- Микола Бадьєв — Лебедєв, зберігач музею
- Володимир Кадочников — підпоручик Семен
- Велта Деглав — Хафіза, найвища дружина Абдули
- Ала Ліменес — Заріна, дружина Абдули
- Яков Ленц — старий
- Лучай Галина Пантелеєвна — Катерина Матвіївна, дружина Сухова
- Ігор Мілонов — Аристарх, бандит